# Гор, Джек
Джек Гор (англ. Jack Gore; род. 19 мая 2005, Нью-Йорк) — американский актёр, наиболее известен по роли Тимми Клири в телесериале «Детки в порядке».

## Жизнь и карьера
Он родом из района Инвуд, Манхэттен. Впервые он снимался в фильме 2013 года «Мы такие, какие есть». Он также снялся в телесериале «Шоу Майкла Джей Фокса».
В 2016 году он и его сестра Фиби основал детективное агентство «Gore & Gore Detective Agency». Позже он появился в фильме «Колесо чудес».
Он также снимался в телесериалах «Миллиарды» и «Детки в порядке».

## Фильмография
| Год          |    | Русское название                    | Оригинальное название                  | Роль               |
| ------------ | -- | ----------------------------------- | -------------------------------------- | ------------------ |
| 2013         | ф  | Мы такие, какие есть                | We Are What We Are                     | Рори Паркер        |
| 2013—2014    | с  | Шоу Майкла Джей Фокса               | The Michael J. Fox Show                | Грэм Генри         |
| 2014         | ф  | Каждая секретная вещь               | Every Secret Thing                     | Томми              |
| 2016         | с  | Закон и порядок: Специальный корпус | Law & Order: Special Victims Unit      | Лука Кривелло      |
| 2016         | вс | Хорас и Пит                         | Horace and Pete                        | Хорас в детстве    |
| 2016 — н. в. | с  | Миллиарды                           | Billions                               | Горди Аксельрод    |
| 2017         | ф  | Колесо чудес                        | Wonder Wheel                           | Ричи               |
| 2017         | мф | Фердинанд                           | Ferdinand                              | Вальентэ в детстве |
| 2018—2019    | с  | Детки в порядке                     | The Kids Are Alright                   | Тимми Клири        |
| 2018         | с  | Электрические сны Филипа К. Дика    | Philip K. Dick’s Electric Dreams       | Чарли Котрелл      |
| 2019         | в  | Рубеж мира                          | Rim of the World                       | Алекс              |
| 2019         | с  | Булл                                | Bull                                   | Чарли Кроуфорд     |
| 2020         | мф | Губка Боб в бегах                   | The SpongeBob Movie: Sponge on the Run | маленький Патрик   |
| 2021         | в  | Увиденное и услышанное              | Things Heard & Seen                    | Коул Вайле         |